# Альберт Фінні
Альберт Фі́нні (англ. Albert Finney; 9 травня 1936, Солфорд, Велика Британія — 7 лютого 2019, Лондон, Велика Британія) — англійський театральний та кіноактор, п'ятиразовий номінант на премію Оскар, триразовий лауреат Золотого глобуса та володар багатьох інших премій .

## Біографія
Альберт Фінні народився 9 травня 1936 року в Солфорді, Велика Британія. Навчався у престижній Королівській Академії драматичних мистецтв, а, закінчивши її, дебютував на професійній сцені у 1956 році в ролі Брута у постановці «Юлій Цезар». Протягом кількох років на запрошення Чарльза Лоутона грав у шекспірівських постановках у театрі Стратфорда-на-Ейвоні. За своєрідну інтерпретацію шекспірівських персонажів гру Альберта Фінні порівнювали з грою Лоуренса Олів'є. Фінні вразив глядача, замінивши у 1959 році Олів'є у виставі «Коріолан».
Кар'єру в кіно Альберт Фінні починав з ролей «сердитих молодих людей», які були віддзеркаленням британської молоді 1950-х років. Дебютом у кіно для Фінні став кінофільм «Комедіант» режисера Тоні Річардсона, який вийшов у 1960 році. Першими великими роботами Фінні у кіно стали ролі, зіграні ним у фільмах того ж Річардсона «У суботу ввечері, у неділю вранці» (1960) та «Том Джонс» (1963), стрічці, що завоювала премію «Оскар» за найкращий фільм року.
У 1974 році Фінні знявся в екранізації роману Агати Крісті «Убивство у „Східному експресі“», виконавши роль Еркюля Пуаро. Ця акторська робота стала однією з найвідоміших у кар'єрі актора. Пізніше він з'явився в багатьох успішних стрічках, зокрема у «Перехресті Міллера» братів Коенів, «Великій рибі» Тіма Бертона та інших. Проте, в усі роки Альберт Фінні приділяв багато часу театру, тож за свою багаторічну кар'єру він знявся лише у понад 80-ти кінострічках. Актор неодноразово виступав режисером і продюсером фільмів, а також озвучив декілька анімаційних стрічок.

## Особисте життя
Альберт Фінні був одружений з Джейн Венхем, від якої у актора є син Саймон, та з 1970 по 1978 рік — з французькою акторкою Анук Еме.
У травні 2011 року адвокат Фінні повідомив, що актор тривалий час бореться з раком.

## Вибіркова фільмографія
Актор
| Рік  |    | Українська назва                  | Оригінальна назва                  | Роль                               |
| ---- | -- | --------------------------------- | ---------------------------------- | ---------------------------------- |
| 1960 | ф  | Комедіант                         | The Entertainer                    | Мік Райс                           |
| 1960 | ф  | В суботу увечері, у неділю вранці | Saturday Night and Sunday Morning  | Артур Сітон                        |
| 1963 | ф  | Том Джонс                         | Tom Jones                          | Том Джонс                          |
| 1967 | ф  | Двоє на дорозі                    | Two for the Road                   | Марк Воллес                        |
| 1968 | ф  | Чарлі Бабблз                      | Charlie Bubbles                    | Чарлі Бабблз; також режисер        |
| 1970 | ф  | Скрудж                            | Scrooge                            | Ебенезер Скрудж                    |
| 1971 | ф  | Калоші                            | Gum Shoe                           | Едді Гінлі                         |
| 1974 | ф  | Убивство у «Східному експресі»    | Murder on the Orient Express       | Еркюль Пуаро                       |
| 1977 | ф  | Дуелянти                          | The Duellists                      | Жозеф Фуше                         |
| 1981 | ф  | Лукер                             | Looker                             | доктор Ларрі Робертс               |
| 1981 | ф  | Вовки                             | Wolfen                             | Дьюі Вілсон                        |
| 1982 | ф  | Енні                              | Annie                              | татко Ворбакс                      |
| 1983 | ф  | Костюмер                          | The Dresser                        | «Сер»                              |
| 1984 | ф  | Біля підніжжя вулкану             | Under the Volcano                  | Джеффрі Фермін                     |
| 1990 | ф  | Перехрестя Міллера                | Miller's Crossing                  | Лео О'Беннон                       |
| 1992 | ф  | Комедіанти                        | The Playboys                       | Хегарті                            |
| 1994 | ф  | Версія Браунінга                  | The Browning Version               | Ендрю Кроккер-Гарріс               |
| 1999 | ф  | Сніданок для чемпіонів            | Breakfast of Champions             | Кілґор Траут                       |
| 1999 | ф  | Симпатіко                         | Simpatico                          | Сіммс                              |
| 2000 | ф  | Ерін Брокович                     | Erin Brockovich                    | Ед Масрі                           |
| 2000 | ф  | Трафік                            | Traffic                            | глава адміністрації президента США |
| 2000 | тф | Черчилль                          | The Gathering Storm                | Вінстон Черчилль                   |
| 2003 | ф  | Велика риба                       | Big Fish                           | старий Едвард Блум                 |
| 2004 | ф  | Дванадцять друзів Оушена          | Ocean's Twelve                     | Гаспар ЛеМарк                      |
| 2006 | ф  | Хороший рік                       | A Good Year                        | дядько Генрі Скіннер               |
| 2006 | ф  | Дивовижна легкість                | Amazing Grace                      | Джон Ньютон                        |
| 2007 | ф  | Ультиматум Борна                  | The Bourne Ultimatum               | доктор Альберт Гірш                |
| 2007 | ф  | Ігри диявола                      | Before the Devil Knows You're Dead | Чарльз Генсон                      |
| 2012 | ф  | Спадок Борна                      | The Bourne Legacy                  | доктор Альберт Гірш                |
| 2012 | ф  | 007: Координати «Скайфолл»        | Skyfall                            | Кінкейд                            |

## Визнання
| Нагорода                       | Рік  | Категорія                                           | Робота                            | Результат |
| ------------------------------ | ---- | --------------------------------------------------- | --------------------------------- | --------- |
| Оскар                          | 1964 | Найкраща чоловіча роль                              | Том Джонс                         | Номінація |
| Оскар                          | 1975 | Найкраща чоловіча роль                              | Убивство у «Східному експресі»    | Номінація |
| Оскар                          | 1984 | Найкраща чоловіча роль                              | Костюмер                          | Номінація |
| Оскар                          | 1985 | Найкраща чоловіча роль                              | Біля підніжжя вулкану             | Номінація |
| Оскар                          | 2001 | Найкраща чоловіча роль другого плану                | Ерін Брокович                     | Номінація |
| BAFTA                          | 1961 | Найкраща чоловіча роль                              | В суботу увечері, у неділю вранці | Номінація |
| BAFTA                          | 1961 | Найкращий новачок                                   | В суботу увечері, у неділю вранці | Перемога  |
| BAFTA                          | 1964 | Найкраща чоловіча роль                              | Том Джонс                         | Номінація |
| BAFTA                          | 1972 | Найкраща чоловіча роль                              | Сищик                             | Номінація |
| BAFTA                          | 1975 | Найкраща чоловіча роль                              | Убивство в «Східному експресі»    | Номінація |
| BAFTA                          | 1983 | Найкраща чоловіча роль                              | Пристрель місяць                  | Номінація |
| BAFTA                          | 1985 | Найкраща чоловіча роль                              | Костюмер                          | Номінація |
| BAFTA                          | 2001 | Найкраща чоловіча роль другого плану                | Ерін Брокович                     | Номінація |
| BAFTA                          | 2001 | Academy Fellowship                                  |                                   | Перемога  |
| BAFTA                          | 2004 | Найкраща чоловіча роль другого плану                | Велика риба                       | Номінація |
| BAFTA TV                       | 1991 | Найкраща чоловіча роль                              | Зелена людина                     | Номінація |
| BAFTA TV                       | 1997 | Найкраща чоловіча роль                              | Караоке/Холодний лазарус          | Номінація |
| BAFTA TV                       | 1999 | Найкраща чоловіча роль                              | Одруження по-англійськи           | Номінація |
| BAFTA TV                       | 2003 | Найкраща чоловіча роль                              | Черчилль                          | Перемога  |
| Золотий глобус                 | 1964 | Найкраща чоловіча роль у комедії або мюзиклі        | Том Джонс                         | Номінація |
| Золотий глобус                 | 1964 | Найкращий новачок                                   | Том Джонс                         | Перемога  |
| Золотий глобус                 | 1971 | Найкраща чоловіча роль у комедії або мюзиклі        | Скрудж                            | Перемога  |
| Золотий глобус                 | 1983 | Найкраща чоловіча роль у драмі                      | Пристрель місяць                  | Номінація |
| Золотий глобус                 | 1984 | Найкраща чоловіча роль у драмі                      | Костюмер                          | Номінація |
| Золотий глобус                 | 1985 | Найкраща чоловіча роль у драмі                      | Біля підніжжя вулкану             | Номінація |
| Золотий глобус                 | 2001 | Найкраща чоловіча роль другого плану                | Собачий полудень                  | Номінація |
| Золотий глобус                 | 2003 | Найкраща чоловіча роль в мінісеріалі або телефільмі | Черчилль                          | Перемога  |
| Золотий глобус                 | 2004 | Найкраща чоловіча роль другого плану                | Велика риба                       | Номінація |
| Еммі (премія)                  | 1990 | Найкраща чоловіча роль у мінісеріалі або фільмі     | Імідж                             | Номінація |
| Еммі (премія)                  | 2002 | Найкраща чоловіча роль в міні-серіалі або фільмі    | Черчилль                          | Перемога  |
| Премія Гільдії кіноакторів США | 2001 | Найкраща чоловіча роль другого плану                | Ерін Брокович                     | Перемога  |
| Премія Гільдії кіноакторів США | 2003 | Найкраща чоловіча роль у телефільмі або мінісеріалі | Черчилль                          | Номінація |
| Тоні                           | 1964 | Найкраща чоловіча роль у п'єсі                      | Лютер                             | Номінація |
| Тоні                           | 1968 | Найкраща чоловіча роль у п'єсі                      | Джо Егг                           | Номінація |